# Böckenberg

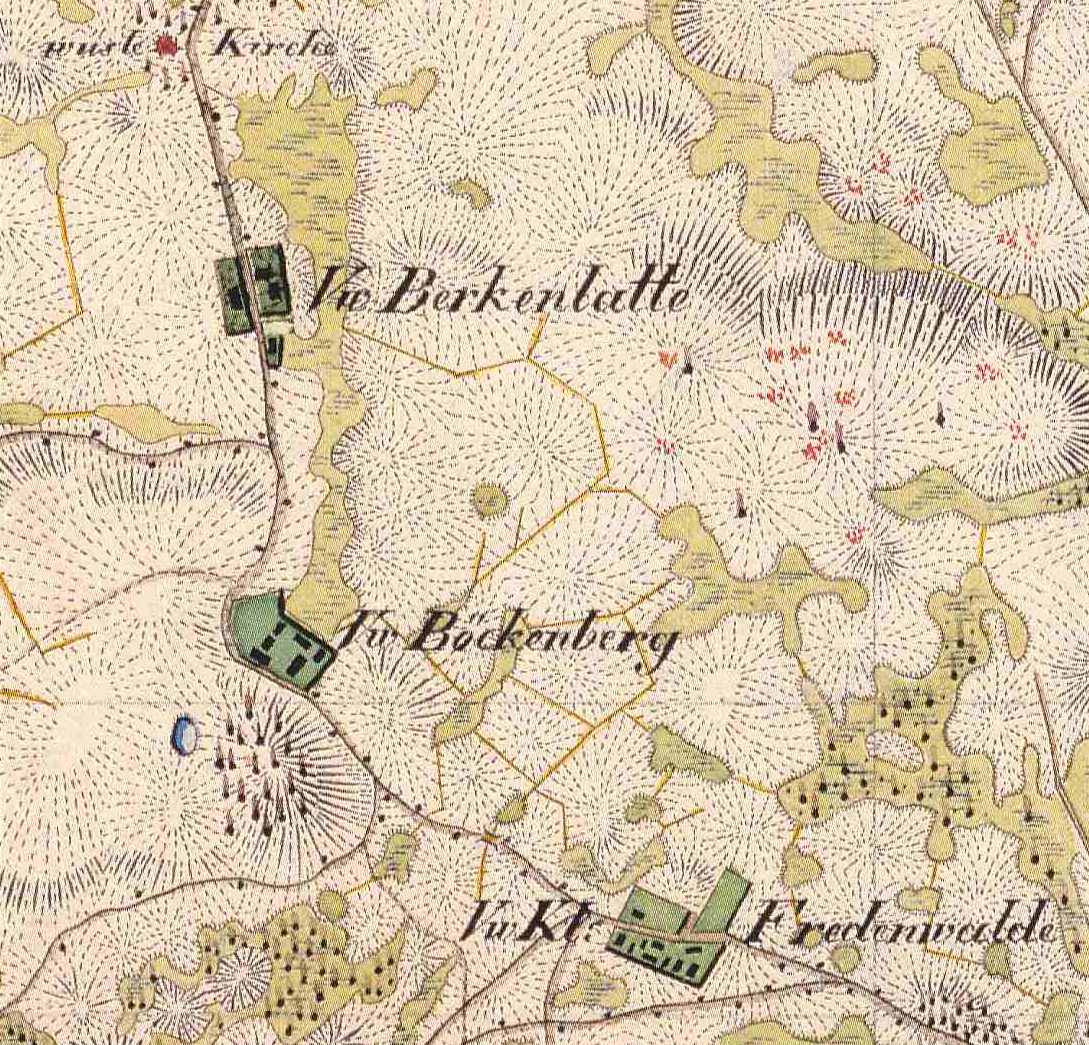
Böckenberg, Berkenlatten und Klein-Fredenwalde, Gemeindeteile von Gerswalde, Ausschnitt aus dem Urmesstischblatt 2848 Gerswalde von 1826

Böckenberg ist ein Gemeindeteil von Gerswalde im Landkreis Uckermark (Brandenburg). Der Ort wurde 1698 als Vorwerk des Rittergutes Gerswalde auf der Feldmark des bis Anfang des 15. Jahrhunderts wüst gefallenen Dorfes Bischofshagen angelegt. Böckenberg war ab Mitte des 19. Jahrhunderts Gutsbezirk, der 1928 mit der Gemeinde Groß Fredenwalde vereinigt wurde.

## Lage
Der Ort liegt ca. vier Kilometer südsüdöstlich des Kernortes Gerswalde an der Landesstraße L 242. Durch die Aufsiedlungen in den Jahren 1926 bis 1930 zieht sich der Ort etwa 1,5 km in Richtung Friedenfelde. Ein weiterer Siedlungsschwerpunkt entstand um die alte Ziegelei, ca. 600 m südwestlich des ursprünglichen Vorwerkes Böckenberg. Durch die Bebauungen Ende der 1920er Jahre verkleinerte sich auch die Distanz zwischen Berkenlatten und Böckenberg auf etwa 300 Meter. Etwa 2,5 km südwestlich des ursprünglichen Ortskerns beginnt das 1406,88 ha große Naturschutzgebiet Arnimswalde. Der ungefähr 1,3 Kilometer lange und ungefähr 400 Meter breite Sabinensee liegt südlich davon. Am Westufer des Sabinensees liegt der markante 92 m hohe Spitzberg, der den Seespiegel des Sabinensees um 30 m überragt. Der Ortskern von Böckenberg (ursprüngliches Vorwerk) liegt auf etwa 78 m ü. NHN.

## Geschichte
Der heutige Böckenberg wurde 1698 als Vorwerk des Rittergutes Gerswalde auf der Feldmark des bis Anfang des 15. Jahrhunderts wüst gefallenen Dorfes Bischofshagen angelegt. Bei Streitereien über Hütungsgerechtigkeiten zwischen verschiedenen Zweigen der von Arnim werden schon 1607 das Vorwerk Böckenberg und das Rund 700 Meter weiter nördlich angelegte Vorwerk Berkenlatten erwähnt. Beide Vorwerke sind wohl im Dreißigjährigen Krieg zerstört worden. Beide Vorwerke liegen allerdings nicht an der Stelle des wüst gefallenen Dorfes, sondern etwas weiter südlich. Die Stelle des wüst gefallenen Bischofshagen ist durch die Wüste Kirche Berkenlatten markiert. Der Name Böckenberg ist ein Flurname. Böke brb. für Buche, also Buchenberg.
Das Areal des neuen Vorwerkes war aber schon vor 1698 z. T. genutzt worden. Vom dortigen Feld konnten vier Wispel Roggen und 2½ Wispel Hafer geerntet werden. Das meiste Land war aber noch bewachsen. 1734 wohnten ein Schäfer, sechs Knechte und zwei Mägde auf Böckenberg. Otto XII. von Arnim (1682–1748) auf Gerswalde, der Sohn des Otto Christof (1622–1686) aus dem „Roten Haus“ vereinigte das in drei Anteile zerfallene Rittergut in Gerswalde („Rotes Haus“„Weißes Haus“ und „Kemperhof“) wieder in einer Hand.
1747 schloss Otto von Arnim auf Gerswalde einen Vertrag mit dem Zimmermann Weichbrodt, über den Bau eines Wohnhauses im „Vorwerk Langenhagen“. Der Name (bzw. das Vorwerk) taucht später nicht mehr auf. Nach dem Historischen Ortslexikon soll es sich um das Vorwerk Neudorf gehandelt haben. Schon 1714 waren die Grenzen der Feldmarken Bischofshagen und Langenhangen icht mehr bekannt, wie der erhaltene Entwurf für einen Lehenbrief für die von Arnim auf Gerswalde zeigt. Beispielsweise ist dort die ursprüngliche Formulierung Bischoffshagen oder Böckenberg genannt wieder durchgestrichen. Oder das Feld zu Langenhagen oder Böckenberg genannt; hier ist Böckenberg hinein kopiert. Eine andere Passage heißt: Bischoffshagen oder Bercken Latten. Nach diesen Umformulierungen und Verbesserungen in dem Entwurf des Lehenbriefes ist es wahrscheinlicher, dass mit Vorwerk Langenhagen wohl eher das Vorwerk Böckenberg gemeint ist, zumal ja angeblich schon 1742 alle Gebäude in Neudorf neu errichtet worden waren.
Er war zweimal verheiratet; in erster Ehe mit Sophie von Eickstedt, in zweiter Ehe 1727 mit Anne Louise von Arnim aus dem Hause Fredenwalde. Aus den zwei Ehen hatte er sieben Söhne, die jeweils Teile des riesigen Besitzes per Los erhielten. Er hatte dazu sieben Kaveln von ungefähr gleichen Wert gebildet. Lediglich der älteste Sohn Christof Otto hatte das Hauptgut Gerswalde ohne Losentscheid erhalten. Ludolf Valentin von Arnim (1707–1758), der zweite Sohn Ottos, der es in der preußischen Armee bis zum Major brachte, erhielt Blankensee, Gruse und Werder. Bogislav Berndt (1712–1783) erhielt die Vorwerke Petznick, Dolgen und das Dorf Jakobshagen, Valentin Dietlof (1716–1802) erhielt die Vorwerke Fergitz, Zollchow und das Dorf Zollchow, Otto (1729–1783) das Gut Lemmersdorf und die Prenzlauer Mühlenpächte, Magnus Wilhelm (1733–1810) erhielt die Vorwerke Böckenberg und Berkenlatten. Der jüngste Sohn Joachim Erdmann (1741–1804) erhielt die Vorwerke Neudorf, Kölpin und das Dorf Kaakstedt.
Magnus Wilhelm (1733–1810), der die Vorwerke Böckenberg und Berkenlatten erhalten hatte, baute in Böckenberg einen neuen Rittersitz auf. Er war seit 1758 mit Wilhelmine Auguste Sophia von Burgsdorff verheiratet, mit der er acht Kinder hatte von denen drei als Kleinkinder starben. Wilhelmine Auguste Sophia starb schon 1773. Von den vier Söhnen waren nur zwei verheiratet und hatten Nachkommen. Aus einer freien Verbindung mit Sabina Junkers hatte er weitere neun uneheliche Kinder. 1756/56 war weiteres Land urbar gemacht worden. Die Aussaat betrug nun je 3½ Wispel Roggen und Hafer. Bis 1775 hatte Magnus Wilhelm die Kaakstedter Mühle erwerben können, die nun zum Rittergut Böckenberg gehörte. Rund 600 Meter südwestlich des Vorwerkes Böckenberg hatte er eine Ziegelei anlegen lassen. 1775 hatte Böckenberg vier Feuerstellen (Wohngebäude) und 23 Einwohner. 1790 waren es nur noch drei Feuerstellen (Wohngebäude) in Böckenberg. Neben dem Gutsbesitzer wohnten ein Verwalter oder Unterpächter und acht Einlieger in Böckenberg, insgesamt 73 Personen.
Um/nach 1794 entdeckte Magnus Wilhelm ein größeres Torflager auf dem Areal seines Rittergutes und wollte ein Glashütte errichten, die mit diesem Torf befeuert werden sollte. Das Gesuch zur Errichtung der Glashütte wurde aber abgelehnt. 1801 baute er den Wilhelmshof auf und siedelte dahin über. Am 17. Februar 1810 starb Magnus Wilhelm in Wilhelmshof.
1801 hatte Böckenberg neben dem adligen Gut neun Einlieger in vier Feuerstellen (Wohnhäusern). Auf dem Areal standen 1150 Morgen Holz. Die Güter des Magnus Wilhelm wurden in den Napoleonischen Krieg schwer verwüstet. Bei seinem Tod 1810 konnte der Sohn Ferdinand August Valentin (1768–1847) Böckenberg nicht übernehmen, sondern die Güter wurden 1810 unter die Verwaltung der Ritterschaft gestellt. Er blieb im Gutshaus in Wilhelmshod. 1821 erbte Ferdinand August Valentin von Arnim das Rittergut Petznick mit dem 1770 erbauten Herrenhaus und siedelte dorthin um.
Bogislav Bernd (1712–1783), der in der Gerswalder Erbteilung 1752 Petznick mit dem Zubehör Dolgen und Jakobshagen geerbt hatte, ging 1778 in Konkurs. Der Sohn Otto Erdmann Christof Albrecht (1748–1821) konnte Petznick zwar 1784 wieder aus der Konkursmasse kaufen, starb jedoch 1821 kinderlos. 1821 starb auch der Besitzer des Gutes Blankensee Carl Christof Joachim von Arnim ohne Leibeserben. Beide Erbschaften und ein gemeinsamer Besitz der Arnim'schen Vettern aus dem Sternhagener Nachlass wurden nun 1825 unter die überlebenden Vettern verteilt. Insgesamt waren noch sechs Erbberechtigte am Leben,
- Carl Ludolf Bernhard von Arnim auf Gerswalde, Sohn des Christof Otto, der Gerswalde erhalten hatte, er erbte Kienwerder, das er aber gegen Zollchow vertauschte.
- Carl Heinrich Joachim (1763–1827), Friedrich Wilhelm Erdmann und Ferdinand August Valentin (1768–1847), die Söhne des Magnus Wilhelm (1733–1810) auf Böckenberg. Carl Heinrich Joachim erbte Zollchow, und vertauschte es gegen Kienwerder,  Friedrich Wilhelm Erdmann erbte Kreuzkrug und Ferdinand August Valentin erbte Petznick.
- Carl Otto Ludwig (Pitt) und Carl Joachim Friedrich Ludwig (Achim), die Söhne des Joachim Erdmann (1741–1804), erhielten Blankensee und Krullenhaus.

Für 1828 gibt Eickstedt als gemeinsame Besitzer von Böckenberg die drei Brüder Oberstleutnant a. D. Carl Heinrich Joachim von Arnim, Major a. D. Friedrich Wilhelm Erdmann und Hauptmann a. D und Ferdinand August Valentin von Arnim an. Der Eintrag hinkt zeitlich etwas hinterher, denn Carl Heinrich Joachim war 1827 schon verstorben. Carl Heinrich Joachim hatte zwei Töchter, die das Mannlehen ihres Vaters nicht erben konnten, und einen Sohn Carl Otto Friedrich Wilhelm. Letzterer erschoss sich 1832 bei der wüsten Kirche Berkenlatten. Dessen Mannlehen Kienwerder fiel daher an Ferdinand August Valentin (Ferdinand). Der dritte Bruder Friedrich Wilhelm Erdmann († 1857) hatte keine Kinder, so dass sein Anteil Kreuzkrug an den Sohn des Ferdinand August Valentin. Ferdinand August Valentin war schon vor seinem Bruder 1847 verstorben war, 1828 hatte Böckenberg den Status eines landtagfähigen Rittergutes.
Ferdinand August Valentin von Arnim (1768–1847) war der zweitjüngste Sohn des Wilhelm Magnus von Arnim und seiner Frau Wilhelmine Auguste Sophie von Burgsdorff. Der jüngste Sohn war Otto Ludwig Alexander (1769–1814). Die zwei älteren Brüder des Ferdinand wurden schon genannt. Ferdinand von Arnim heiratete 1795 Ernestine Caroline Eleonore Wanney. Er war schon früh in das Militär eingetreten und war in Brandenburg an der Havel stationiert. Dort sind auch seine drei Kinder geboren. Die Schlacht bei Auerstedt machte er als Stabskapitän im Grenadier-Regiment von Puttkamer mit und wurde schwer verwundet. Er wurde nach Magdeburg gebrachte, wo er wieder genesen ist, aber wegen Dienstunfähigkeit entlassen werden musste. Bei der Rückkehr der preußischen Truppen wähnte seine Frau ihn für tot, er lag ja in Magdeburg im Lazarett und erlitt einen tödlichen Herzschlag. Die beiden älteren Kinder der Sohn Ferdinand Wilhelm Peter Joachim Carl und seine Schwester Caroline Emilie wuchsen bei Ferdinands Schwester Philippine Caroline Louise auf, die in Schlesien mit Franz von Nostiz verheiratet war. Mit dem jüngsten Sohn Friedrich Eduard Otto zog er zu seinem Vater nach Wilhelmshof. Die Erbschaften machten aus ihm wieder einen vermögenden Mann. Am 15. Oktober 1847 starb er in Petznick.
1840 bestanden neben dem Rittergut fünf Wohnhäuser, insgesamt 103 Bewohner.
Der drei Rittergüter Böckenberg mit Berkenlatten, Petznick und Kienwerder fielen nun an den jüngsten Sohn Friedrich Eduard Otto (Otto) von Arnim (1803–1884). Der ältere Sohn hatte sich in Schlesien verheiratet. 1832 hatte Otto von Arnim das Gut Kreuzkrug gepachtet, das seinem Onkel Friedrich Wilhelm Erdmann gehörte. Rauer nennt den Friedrich Eduard Otto 1857 als Besitzer von Petznick mit Kienwerder und Jakobshagen, Kreuzkrug mit Gruse und Werder, Böckenberg mit Berkenlatten und Wilhelmshof. Böckenberg, Berkenlatten und Wilhelmshof waren allerdings immer noch in der Zwangsbewirtschaftung der Ritterschaft. Erst um 1860 konnte Friedrich Eduard Otto die Schulden von 50.000 Gulden, die auf dem Rittergut Böckenberg lasteten, begleichen und die drei Güter aus der Zwangsbewirtschaftung auslösen.
1860 bestand in Böckenberg ein öffentliches Gebäude, drei Wohngebäude und 11 Wirtschaftsgebäude. Der Tierbestand für Böckenberg ist mit 51 Pferden, 44 Stück Rindvieh und 1505 Schafen angegeben. 1862 erhielt Otto von Arnim die Konzession zum Bau eines Ziegelbrennofens in Böckenberg.
Friedrich Eduard Otto heiratete 1860 Adolfine Gertrud Ida Sophie von Ramin aus dem Hause Schmagerow (Gemeinde Ramin, Landkreis Vorpommern-Greifswald). Sechs Kinder gingen aus der Ehe hervor, fünf Söhne, ein Sohn starb aber als Kleinkind und eine Tochter. Friedrich Eduard Otto bewirtschaftete das Rittergut Petznick selber und verpachtete Böckenberg und Berkenlatten an einen Amtmann Türcke. Dieser Amtmann Türcke wurde 1854 zum Feuerlösch-Commissarius für den I. Bezirk des Kreises Templin gewählt und 1868 und 1870 erneut bestätigt.
1871 standen in Böckenberg fünf Wohnhäuser, in denen 67 Menschen wohnten. Der Gutsbezirk Böckenberg (Böckenberg, Berkenlatten und Kaakstedter Mühle) hatte insgesamt 122 Bewohner; 1867 waren es noch 135 gewesen.
Das General-Adressbuch der Ritterguts- und Gutsbesitzer im Deutschen Reiche von 1879 gibt die Größe von Böckenberg und Berkenlatten nur zusammen an. Nach dieser Quelle hatten die beiden Vorwerke eine Gesamtgröße von 932,08 ha, davon waren 549,68 ha Acker, 93,05 ha Wiesen, 7,61 ha Hutung, 278,45 ha Wald und 3,29 ha Wasser. Der Grundsteuerreinertrag war mit 8601 Mark angesetzt. Als Pächter ist der Oberamtmann (August) Bettac angegeben, der in Petznick wohnte. Unter der Rubrik Industrielle Anlagen ist eine Ziegelei aufgeführt.
1884 war Friedrich Eduard Otto von Arnim gestorben. Er hatte 1882 noch einen Familienfideikommiss gestiftet, der 1884 kurz vor seinem Tod von Kaiser Wilhelm I. genehmigt wurde. Immer der älteste Sohn sollte den Besitz geschlossen erben. Zweiter Kommissherr wurde sein ältester Sohn Kurt Erdmann Valentin Detlof von Arnim (1861–1929). Er erbte den großen Besitz noch schuldenfrei. Allerdings war der Besitz mit Renten belastet, die die anderen Kinder aus diesen Güter bekamen.
Im Handbuch des Grundbesitzes im Deutschen Reiche von 1885 ist Böckenberg nun unter dem Rittergut Petznick aufgeführt, neben Kienwerder, Kreuzkrug und Wilhelmshof. Auch hier ist Böckenberg und Berkenlatten zusammengefasst. Die Gesamtgröße ist hier mit 952 Hektar angegeben, davon 562 Hektar Ackerland, 95 Hektar Wiesen, 8 Hektar Hutung (Weiden), 284 Hektar Wald und 3 Hektar Wasser. Der Grundsteuerreinertrag betrug 8601 Mark. Pächter war weiterhin August Bettac. Auch die Ziegelei war weiterhin in Betrieb. Unter der Rubrik Züchtung spezieller Viehraçen und Verwerthung des Viehstandes ist Milchwirtschaft und Wollschäferei genannt. Die Angaben im Handbuch des Grundbesitzes im Deutschen Reiche von 1896 sind identisch. Lediglich unter den Industriellen Anlagen war zur Ziegelei noch eine Brennerei hinzugekommen. In der Rubrik Züchtung spezieller Viehraçen und Verwerthung des Viehstandes ist nur noch Milchwirtschaft aufgeführt. Pächter war weiterhin (August) Bettac. Handbuch des Grundbesitzes im Deutschen Reiche von 1903 weist keine Änderungen gegenüber 1896 auf. Um 1900 wurden in Böckenberg 13 Wohnhäuser gezählt.
Kurt Erdmann Valentin Detlof blieb zunächst beim Militär, die Mutter führte 20 Jahre lang die Verwaltung weiter. Erst als seine Mutter 1904 verstorben war, nahm er den Abschied um sich selber um seine Güter zu kümmern.
Niekammer Güter-Adressbuch der Provinz Brandenburg von 1907 gibt Böckenberg nun zusammen mit dem Forst Wilhelmshof an. Beide zusammen hatten 1012 ha, davon 565 ha Acker, 99 ha Weiden, 7,8 ha Weiden und 321 ha Wald. Der Tierbestand belief sich auf 61 Pferde, 129 Stück Rindvieh, davon 69 Kühe, 1034 Schafe und 195 Schweine. Der Grundsteuerreinertrag war mit 8757 Mark angesetzt. Pächter war zu diesem Zeitpunkt schon Richard Bettac, sicher der Sohn des vorigen Pächters August Bettac. Brennerei und Ziegelei sind nicht erwähnt.
Im Handbuch des Grundbesitzes im Deutschen Reiche von 1910 blieben die Zahlen wie in den vorigen Handbüchern von 1903, 1896 und 1885, wahrscheinlich wurden sie einfach nicht aktualisiert. In der Rubrik Industrielle Anlagen, Viehzucht, Viehverwertung ist weiterhin eine Ziegelei, eine Brennerei und Milchwirtschaft genannt. Pächter war weiterhin ein Bettac.
In Niekammer's Güter-Adreßbuch für die Provinz Brandenburg von 1914 sind wiederum deutlich verschiedene Zahlen zu finden. So ist nun die Gesamtgröße von Böckenberg und Wilhelmshof mit 958 ha angegeben, davon 523 ha Acker, 88 ha Wiesen, 8 ha Weiden, 321 ha Wald, 15 ha Oedland und 3 ha Wasser. Der Grundsteuerreinertrag betrug 7995 Mark. Als Pächter des Gutes ist Richard Bettac genannt.
Die wirtschaftlichen Probleme des Gutes Petznick begannen mit dem Ersten Weltkrieg. Kurt Erdmann Valentin Detlof musste als Reserveoffizier bereits 1914 einrücken und machte die gesamte Dauer des Krieges mit. Sein langjähriger Verwalter Julius Pritzkow war den Schwierigkeiten der Kriegswirtschaft nicht gewachsen und machte Schulden. Nachdem Kurt Erdmann Valentin Detlof Ende 1918 zurückgekehrt war, erkannte er das ganze Ausmaß der Misere. Nach der Arnim'schen Chronik soll er 1920 das Gut Böckenberg und Berkenlatten verkauft haben, was nach den Angaben im Historischen Ortslexikon aber nicht korrekt ist. Die restlichen Güter übergab er der Beratungsstelle der Ritterschaft zur Bewirtschaftung. 1929 starb er unverheiratet und ohne Erben. Nun wäre als neuer Familienkommissherr eigentlich sein nächstjüngerer Bruder Otto Albert Wilhelm Magnus von Arnim gefolgt. Er resignierte jedoch zugunsten seines ältesten Sohnes Hans Gerd. Dritter Familienkommissherr auf Petznick, Kreuzkrug und Kienwerder wurde nun Hans Gerd von Arnim (1892–1969).
Das Handbuch des Grundbesitzes im Deutschen Reiche von 1921 und auch Niekammer's Güter-Adreßbuch für die Provinz Brandenburg von 1923 führen Böckenberg noch als Besitz des Kurt von Arnim. Obwohl beide Werke im Detail nicht sehr zuverlässig sind wie die sich widersprechenden Angaben zeigen, sind sie in der Besitzfrage wohl doch korrekt sein. Nach Helmut Borth soll nämlich Böckenberg und Berkenlatten erst um 1925 an die Berliner Landbank AG verkauft worden sein. Das Historische Ortslexikon gibt 1924 an. Diese begann das Gut aufzusiedeln. Es sollten 20 Bauern-, drei Handwerker- und zwei Arbeiterstellen entstehen. Das Gut sollte bis auf ein Restgut von 180 bis 185 ha aufgeteilt werden.
Insgesamt wurden 13 Bauernhöfe von je etwa 60 Morgen abgetrennt, acht entstanden bei der alten Ziegelei etwa 600 Meter südwestlich des ursprünglichen Gutes. In Böckenberg verblieb ein Restgut von 161 ha. Das ursprüngliche Ziel, die Schaffung einer selbständigen Gemeinde Böckenberg ließ sich dann doch nicht verwirklichen.
1929 gehörte das (Rest-)Gut Böckenberg dem Richard Bettac. Er war damals Amtsvorsteher des Amtsbezirks 5 Groß Fredenwalde des Kreises Templin. Das (Rest-)Gut Böckenberg hatte nur noch eine Größe von 161 ha, davon 130 ha Acker, 20 ha Wiesen, 7 ha Weiden, 1 ha Wald und 8 ha Unland. Auf dem Hof standen 20 Pferde, 45 Stück Rindvieh, davon 20 Kühe und 70 Schweine. Die Aufsiedlungen kamen um 1930 zum Abschluss.
| Jahr      | 1734 | 1774 | 1790 | 1801 | 1817 | 1840 | 1858 | 1871 | 1895 | 1925 |
| Einwohner | 14   | 23   | 73   | 84   | 52   | 103  | 75   | 67   | 147* | 108  |

- einschließlich Berkenlatten und Kaakstedter Mühle

Nach dem Zweiten Weltkrieg wurde das Restgut enteignet und aufgeteilt. 1978 hatte die LPG Gerswalde einen Betriebsteil in Böckenberg.

## Kommunale Geschichte
Zur Zeit der Gründung von Böckenberg gehörte das Vorwerk zum Uckermärkischen Kreis der Mark Brandenburg, mit der Kreisreform von 1816/17 dann zum Kreis Templin der Provinz Brandenburg. Der Kreis Templin wurde in der Kreisreform von 1952 neu zugeschnitten, um in der Kreisreform von 1993 mit den Kreisen Angermünde und Prenzlau zum Landkreis Uckermark vereinigt zu werden.
Böckenberg war zunächst ein Vorwerk des Rittergutes Gerswalde, das damals dreigeteilt war. Später gehörte es zum wieder vereinigten Rittergut in Gerswalde. Mit der Erbteilung von 1752 erhielt Magnus Wilhelm von Arnim Böckenberg und Berkenlatten, errichtete in Böckenberg ein Gutshaus und begründete einen neuen Rittersitz. Das Vorwerk in Berkenlatten war ritterfreies Vorwerk zu Böckenberg. Ab Mitte des 19. Jahrhunderts bildete Böckenberg zusammen mit Berkenlatten und der Kaakstedter Mühle einen eigenständigen Gutsbezirk. Bis 1874 wurde noch der Gutsbezirk Wilhelmshof mit dem Gutsbezirk Böckenberg vereinigt. Mit der Kreisreform von 1872/74 in Preußen wurde der Gutsbezirk Böckenberg (Böckenberg, Berkelatten, Kaakstedter Mühle und Wilhelmshof) dem Amtsbezirk 5 Groß Fredenwalde des Kreises Templin zugewiesen. Amtsvorsteher war 1874 Rittergutsbesitzer Friedrich Eduard Otto (Otto) von Arnim auf Groß Fredenwalde, sein Stellvertreter war Schulze Nobiling in Groß Fredenwalde. 1878 war der Pächter von Gut Böckenberg August Bettac Amtsvorsteher des Amtsbezirks Groß Fredenwalde. 1928 wurde ein Teil des Gutsbezirks Böckenberg mit dem Gemeindebezirk zur Landgemeinde Groß Fredenwalde vereinigt. Das Areal von Wilhelmshof (343 ha) wurde mit dem Gutsbezirk Groß Kölpin zur Landgemeinde Groß Kölpin zusammengeschlossen. Die Kaakstedter Mühle (43 ha) wurde an den Gemeindebezirk Kaakstedt angeschlossen bzw. mit der Landgemeinde Kaakstedt vereinigt.
Böckenberg war 1931 und 1957 ein Wohnplatz von Groß Fredenwalde, 1964 und 1971 hatte Böckenberg den Status eines Ortsteils von Groß Fredenwalde. 1992 vereinigte sich Groß Fredenwalde zusammen mit 13 anderen Gemeinden zum Amt Gerswalde. Zum 31. Dezember 2001 wurde Groß Fredenwalde in die Gemeinde Gerswalde eingegliedert und seither sind Böckenberg und auch Berkenlatten Gemeindeteile von Gerswalde.

## Amtleute und Pächter (Übersicht)
- 1868, 1870 Amtmann Türcke
- 1879 August Bettac
- 1885 August Bettac
- 1923 Richard Bettac
- 1929 Richard Bettac (Besitzer des Gutes?)

## Künstlerresidenz
2014 wurde der Verein Libken gegründet. Der Verein erhielt einen mehrgeschossigen Plattenbau aus dem Jahr 1965 durch die örtliche Wohnungsbaugesellschaft. Ziel des Vereins ist, das Gebäude zu einem kulturellen Residenz-, Produktions- und Veranstaltungsort zu entwickeln. Er soll in der ländlichen Umgebung künstlerisches Schaffen, interdisziplinäre wie internationale Begegnung, Austausch und Dialog ermöglichen. Inzwischen sind schon viele Wohneinheiten instand gesetzt worden, ein Veranstaltungsraum geschaffen und erste Kulturprogramme für den Ort realisiert.

## Anmerkung
1. ↑  Borth schreibt konsequent falsch Bökenberg.

Koordinaten: 53° 7′ 58″ N, 13° 45′ 40″ O